# Leon Rodal

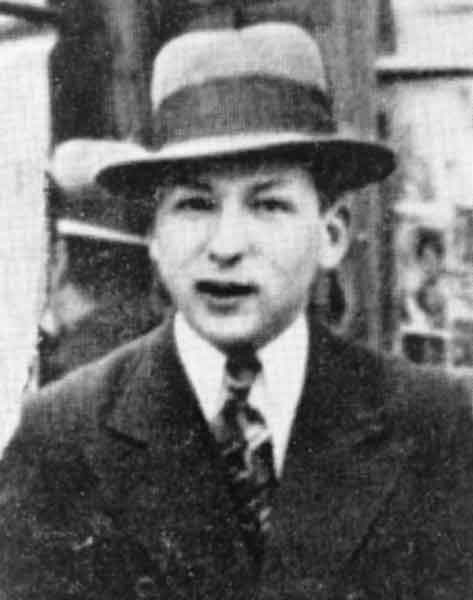
Leon Rodal

Leon Rodal, auch Arie Rodal oder Lejb Rodal (* 1913 in Kielce; † 6. Mai 1943 in Warschau) war ein polnischer Journalist, Aktivist der revisionistisch-zionistischen Partei, Mitgründer und einer der Anführer des Jüdischen Militärverbandes (pol. Żydowski Związek Wojskowy, kurz ŻZW). Rodal nahm am Aufstand im Warschauer Ghetto teil und während dessen kam er ums Leben.

## Leben
Leon Rodal, bekannt auch unter den Namen Lejb (in jiddischer Sprache) und Arie (in hebräischer Sprache), war vom Krieg ein berühmter Journalist der Zeitschriften Moment und Di Tat; er schrieb auf Jiddisch. Er war auch Aktivist der revisionistisch-zionistischen Partei.
Nach dem Ausbruch des Zweiten Weltkrieges geriet er ins Warschauer Ghetto, wo er im Jahre 1942 einer der Mitgründer und Anführer des Jüdischen Militärverbandes war. Im Militärverband war er für die Informationsabteilung zuständig, in der die Vorbereitung, Ausdrücken und Verteilung der Zeitschriften, Broschuren und Plakaten stattfand und wo heimlich Gespräche verfolgt wurden. In den ersten Tagen des Aufstandes im Warschauer Ghetto kämpfte Rodal auf dem Plac Muranowski, wo er die Hauptquartier des Jüdischen Militärverbandes verteidigte, die sich im Gebäude in der ulica Muranowska 7/9 befand. Während des Kampfes am Plac Muranowski umging er zusammen mit dem Militäranführer Paweł Frenkel die Stellungen der Aufständischen und näherte sich den Stellungen der kollaborierenden ukrainischen Truppen an und überrumpelte sie.
Am 25. April 1943, nach dem Zusammenbruch der Verteidigung des Plac Muranowskis, gelang es Rodal, zusammen mit der Abteilung unter der Leitung von Frenkel aus dem Ghetto durch einen unterirdischen Gang zu fliehen. Die Abteilung hielt sich in der früher vorbereiteten konspirativen Wohnung in der ul. Grzybowska 11/13 auf. Von dort aus gingen die Unterabteilungen des Jüdischen Militärverbandes nachts ins brennende Ghetto, um dort die gefangenen Zivilisten zu retten. Die erste solche Rettungsaktion führte Leon Rodal an, der am 5. Mai 1943 eine Gruppe von Zivilisten aus dem Ghetto herausfuhr. Am nächsten Tag ging er ins Ghetto wieder, um den Rest der getroffenen Gruppe herauszuführen. Auf dem Rückweg geriet die Abteilung in einen Hinterhalt und wurde von der SS- und marineblauer Polizei-Abteilung (marineblau Polizei: Polnische Polizei im Generalgouvernement; von Deutschland aufgestellte Polizeieinheiten) angegriffen. Rodal und viele Mitglieder seiner Abteilung kamen während des Kampfes ums Leben.

## Erinnerung
Am 9. November 2017 wurde in Warschau die ulica Edwarda Fondamińskiego in die ulica Leona Rodala umbenannt. Die Straße befindet sich im Warschauer Stadtbezirk Śródmieście (Stadtmitte), in seinem Teil Nowe Miasto (Neustadt).